# Yeremay Hernández
Yeremay Hernández Cubas (Las Palmas de Gran Canaria, 10 de diciembre de 2002) es un futbolista español que juega como extremo derecho en el R. C. Deportivo de la Segunda División de España. 

## Trayectoria
Originario del barrio de El Polvorín en Las Palmas de Gran Canaria. Se formó en las canteras del U. D. Las Palmas y del Real Madrid, y con 15 años se incorporó a las categorías inferiores del Deportivo de La Coruña. Completó en La Coruña su etapa de cadete, pasando luego al equipo juvenil, con el que se proclamó campeón  de la Copa de Campeones juvenil de España en la temporada 2020-21. Esa misma temporada debutó con el Fabril pero sin ficha de Juan Carlos Valerón en la Tercera División, jugando 17 partidos y marcando tres goles.
Continuó como jugador del Fabril en la siguiente temporada, ya con Óscar Gilsanz como entrenador y comenzó a ser convocado por Borja Jiménez para el primer equipo. El 1 de diciembre de 2021 debutó con el Deportivo de La Coruña en un partido oficial, en la primera ronda de la Copa del Rey 2021-22 contra el UCAM Murcia en La Condomina. Entró en la segunda parte como sustituto de Menudo, y realizó una destacada actuación, marcando en la prórroga el tercer gol de su equipo, y dándole una asistencia a Quiles, para que este hiciera el cuarto (3-4). Tres días después debutó en la Primera División RFEF contra el Racing de Ferrol en A Malata, sustituyendo en la segunda parte a Villares. Acabó la temporada con 19 partidos con el filial y 9 con el primer equipo.
Para la temporada 2022-23 el Deportivo lo inscribió como jugador del primer equipo.

## Clubes
| Club                   | País   | Año       |
| ---------------------- | ------ | --------- |
| R. C. Deportivo Fabril | España | 2021-2022 |
| R. C. Deportivo        | España | 2022-     |